# Michele Scianatico
Michele Scianatico (Bari, 8 settembre 1920 – 30 ottobre 2004) è stato un politico e imprenditore italiano.

## Biografia
Nato in una famiglia di industriali di Bari, nel 1945 si laureò in ingegneria meccanica presso il Politecnico di Milano.
Nel 1962 assunse la guida delle Acciaierie e Ferriere Pugliesi (AFP) di Giovinazzo, dedicandosi alla riorganizzazione dello stabilimento, ammodernamento e potenziamento degli impianti di produzione dell'acciaio, in particolare dei tubi speciali di acciaio senza saldature. Il numero di dipendenti passò da 500 a 1.000 e si avviarono esportazioni in Europa, Unione Sovietica e Sud America.
Nel 1962 creò il "Parco Giovanni Scianatico" a Giovinazzo, dove si concentrarono attività sportive di doposcuola, ricreative e di all'addestramento professionale dei giovani successivamente inseriti nei reparti delle AFP.
Nel 1965 partecipò alla costituzione nella zona industriale di Bari della Fa.P.O. (Fabbrica Pugliese Ossigeno) per la produzione di gas tecnici.
Nel 1967 gli venne conferita l'onorificenza di Cavaliere di gran croce dell'Ordine al merito della Repubblica Italiana per essersi particolarmente distinto nell'attività di industriale.
Nel 1968 venne eletto deputato nella V legislatura del Parlamento italiano nelle file della Democrazia Cristiana (Corrente morotea). Ha inoltre ricoperto la carica di Consigliere di Amministrazione dell'Ente Autonomo Fiera del Levante e di Consigliere di Amministrazione della Cassa di Risparmio di Puglia.
Nel biennio 1975-1976 ricoprì la carica di presidente della Associazione degli industriali di Bari.
Alla fine degli anni settanta, con la crisi siderurgica e le mancate intese fra sindacati e proprietà, cominciò a delinearsi il declino delle Acciaierie e Ferriere Pugliesi, le quali chiusero definitivamente nel 1984.